# Atarrabi et Mikelats
Pour plus de détails, voir Fiche technique et Distribution.
Atarrabi et Mikelats est un film franco-belge d'Eugène Green tourné en langue basque, sorti en 2020.

## Synopsis
Deux frères, Atarrabi et Mikelats, fils de la déesse Mari et d'un mortel, sont confiés au Diable pour leur éducation. Devenus grands, Mikelats choisit de rester auprès du Maître, tandis qu'Atarrabi veut s'enfuir. Mais quand il s'en va, le Diable retient son ombre.

## Fiche technique
- Titre : Atarrabi et Mikelats
- Réalisation et scénario : Eugène Green
- Photographie : Raphael O'Byrne
- Son : Jean Minondo
- Musique : Thierry Biscary, Joël Merah, Antton Curutchet
- Costumes : Agnès Noden
- Décors : Astrid Tonnellier
- Montage : Laurence Larre
- Sociétés de production : Noodles Production, Les Films du Fleuve, Kafard Films
- SOFICA : Cinémage 14
- Société de distribution : UFO Distribution (France)
- Pays de production :  France,  Belgique
- Langue originale : basque
- Format : couleur — 35 mm[1] — 1,85:1
- Genre : conte fantastique
- Durée : 122 minutes
- Dates de sortie : 
  - Espagne : 23 septembre 2020 (Festival international du film de Saint-Sébastien)
  - France : 1er septembre 2021

## Distribution
- Saia Hiriart : Atarrabi
- Lukas Hiriart : Mikelats
- Ainara Leemans : Udana
- Thierry Biscary : le Diable
- Pablo Lasa : le père supérieur

## Accueil
Le film a été présenté en première mondiale le 23 septembre 2020 au Festival international du film de Saint-Sébastien. Lors de cette projection en pleine pandémie de Covid-19, le réalisateur Eugène Green a refusé de mettre un masque (comme requis par les autorités de santé), si bien que la direction du festival lui a demandé de quitter la salle de cinéma. La discussion s'est poursuivie avec les acteurs Lukas Hiriart et Saia Hiriart. À la suite de cet incident, Eugène Green a perdu son statut d'invité du Festival.

## Sélections
- Festival international du film de Saint-Sébastien 2020 : section Zinemira
- Festival du film de New York 2020 (en ligne)
- Festival international du film de Vienne 2020[3]
- Festival international du film de Gijón 2020
- Festival international du film de Mar del Plata 2020[4]
- Festival international du film de Jeonju 2021[5]